# Infiammazione
L'infiammazione o flogosi (pronuncia: /floˈɡɔzi/ o /ˈflɔɡozi/) è un meccanismo di difesa non specifico innato, che costituisce una risposta protettiva all'azione dannosa di agenti fisici, chimici e biologici, il cui obiettivo è l'eliminazione della causa iniziale di danno cellulare o tissutale, nonché l'avvio del processo riparativo.

## Caratteristiche
L'infiammazione consiste in una sequenza dinamica di fenomeni che si manifestano con un'intensa reazione vascolare. Questi fenomeni presentano caratteristiche relativamente costanti nonostante l'infinita varietà di agenti lesivi, in quanto sono determinati non solo e non tanto dall'agente, quanto soprattutto dal rilascio di sostanze endogene: i mediatori chimici della flogosi. È una reazione dell'organismo per lo più locale, pertanto la maggior parte della sua fenomenologia più evidente si svolge, ed è osservabile, nella regione (o nelle regioni) in cui sono localizzati gli agenti eziologici responsabili della sua comparsa. L'infiammazione può variare nelle sue manifestazioni in base alla sede, alla natura dell'agente che l'ha scatenata e all'entità del danno provocato. I fenomeni elementari della risposta infiammatoria quali la vasodilatazione e l'aumento di permeabilità portano al passaggio di liquidi dal letto vascolare al tessuto leso (edema) e infiltrazione leucocitaria nell'area di lesione. L'infiammazione serve dunque a distruggere, diluire e confinare l'agente lesivo, ma allo stesso tempo mette in moto una serie di meccanismi che agevolano la riparazione o la sostituzione del tessuto danneggiato. Le cause che inducono la risposta infiammatoria sono numerose: traumi (meccanici, fisici, chimici), microrganismi (virus, parassiti, batteri, ecc.), necrosi tissutale, reazioni autoimmunitarie, tumori maligni, ecc.
Clinicamente i segni cardine dell'infiammazione sono, in questo ordine preciso: calore della parte infiammata, arrossamento, tumefazione, dolore, alterazione funzionale (calor, rubor, tumor, dolor, functio laesa). Sono manifestazioni delle modificazioni tissutali che consistono in vasodilatazione, aumento della permeabilità dei capillari, stasi circolatoria, infiltrazione leucocitaria (con marginazione, rotolamento e adesione sulla superficie endoteliale di leucociti attraverso l'espressione di molecole di adesione, fase finale di extravasazione leucocitaria attraverso l'endotelio, chemiotassi per risposta dei leucociti presenti nello spazio interstiziale agli agenti chemiotattici, i quali li indirizzano verso la sede del danno). Per valutare le condizioni infiammatorie si usano diversi metodi di campionamento (ad es., la citometria a flusso) e molteplici indici, soprattutto estratti dal sangue. Fra questi, ad esempio, le citochine, un vasto insieme di proteine prodotte da cellule del sistema immunitario (come macrofagi – compresi quelli interni al sistema nervoso centrale, ovvero la microglia – e cellule natural killer) che modulano la risposta infiammatoria fungendo da mezzo di comunicazione per le cellule del sistema immunitario, e la proteina C-reattiva (C-reactive protein o CRP), sintetizzata nel fegato dalle cellule di Kupffer in risposta a un incremento dello stato pro-infiammatorio. Le citochine possono essere suddivise in vari modi; alcune stimolano l'infiammazione (dette "pro-infiammatorie"), come le interleuchine (IL)-1β e -6, il fattore di necrosi tumorale α (Tumor Necrosis Factor o TNF-α) o l'interferone (IFN-)γ, altre la riducono (le "anti-infiammatorie"), come la IL-10.

## Classificazione
L'infiammazione viene classificata secondo un criterio temporale in acuta e cronica. Quest'ultima può poi essere distinta secondo un criterio spaziale in diffusa (infiammazione cronica interstiziale) o circoscritta (infiammazione cronica granulomatosa).

### Infiammazione acuta
L'infiammazione acuta è un processo flogistico rapido che coinvolge i tessuti, caratterizzato da un inizio repentino e violento, al quale segue una rapida (da qualche minuto a qualche ora o giorno) successione di avvenimenti contraddistinti dalla preponderanza di fenomeni vascolo-ematici, responsabili della comparsa dei caratteristici sintomi cardinali.
Inizia con la fase di riconoscimento dell'agente che ha causato la flogosi, attraverso recettori posti sulle cellule dell'immunità innata. Tra questi i TLR, i quali una volta attivati danno il via a un programma genetico pro-infiammatorio. Avendo un dominio TIR, questi recettori mediano una cascata di trasduzione pro-infiammatoria che ha come esito finale l'attivazione del complesso NF-κB, che è il principale meccanismo di regolazione trascrizionale alla base di un programma pro-infiammatorio. In questo complesso hanno il ruolo chiave le proteine P50 e P65, abitualmente legate a un inibitore chiamato IκB. Arrivato il segnale, una chinasi fosforila IκB con il conseguente distacco di P50 e P65; IκB verrà degradato da una proteasi, mentre le proteine andranno a migrare verso il nucleo dove si legheranno ai siti di consenso di NF-κB, inducendo l'attivazione di geni che codificano citochine infiammatorie, chemochine pro-infiammatorie, molecole di adesione e molecole costimolatrici che mediano la risposta immunitaria.

### Infiammazione cronica
L'infiammazione cronica è un processo flogistico di lunga durata (mesi o anni) in cui coesistono l'infiammazione attiva, la distruzione tissutale e i tentativi di riparazione. Durante l'evoluzione può conseguire oscillazioni della sua gravità e fenomeni di acutizzazione. Le infiammazioni croniche possono derivare da una persistenza degli antigeni flogogeni in seguito a un'infiammazione acuta non completamente risolta; è possibile che tali agenti non siano raggiungibili dai sistemi di difesa, oppure che le sostanze litiche non siano in grado di digerirli. L'indice di cronicità dell'infiammazione è dato dalla quantità di tessuto di granulazione formato dai fibroblasti e dal livello della linfocitosi sviluppatasi.

## L'infiammazione nei disturbi mentali
È stato scientificamente provato che l'infiammazione cronica colpisce il cervello e che vi è un legame diretto tra l'infiammazione e la malattia mentale.

### L'infiammazione nei disturbi del neurosviluppo
I disturbi del neurosviluppo (DNS) sono un gruppo di condizioni con esordio nell'età dello sviluppo caratterizzate da deficit che compromettono funzioni personali, sociali, scolastiche o lavorative. Essi subiscono l'influenza dell'infiammazione che si presenta nelle donne in gravidanza. Si rileva infatti un aumento del rischio di sviluppo neurologico dall'esito negativo nei bambini se nelle madri incinte si manifesta uno stato infiammatorio. Quindi variazioni dell'ambiente immunitario gestazionale incidono sul neurosviluppo del feto. Il rischio di comparsa di DNS nella prole è dato sia dalle infezioni materne TORCH (Toxoplasma gondii, altre infezioni, rosolia, Citomegalovirus, herpes simplex), che possono contagiare il bambino, sia dalle infezioni non trasmissibili (ad es. influenza, infezioni del tratto urinario). L'infezione durante la gravidanza innesca l'attivazione immunitaria materna (MIA) che ha effetti sui processi cerebrali del feto che causano disturbi dello sviluppo neurale. Han e colleghi hanno rilevato che un possibile collegamento tra l'infiammazione materna durante la gravidanza e la comparsa nei bambini di DNS consiste nella via del recettore Toll-like (TLR).
La disregolazione immunitaria innata innescata da TLR è risultata essere un potenziale percorso comune implicato in diversi stati infiammatori nei soggetti con DNS. La disregolazione dopo la nascita potrebbe derivare da modificazioni epigenetiche della segnalazione del TLR, prodotte dall'esposizione all'infiammazione durante la gravidanza. Invece un'iper-reattività del TLR è stata riscontrata nello spettro autistico (ASD). Nella MIA sono implicati altri fattori materni che causano l'infiammazione cronica legata a fattori ambientali a cui viene esposto l'individuo (esposoma), che includono basso livello socioeconomico, stress psicosociale, inquinamento, insufficienza di sonno, esercizio inadeguato, fumo, dieta malsana, disbiosi microbica, tutti associati a DNS nella prole. Negli stati infiammatori cronici la disregolazione del TLR è coinvolta soprattutto nell'obesità in adulti, gravidi o meno.
Sembra che l'infiammazione abbia a che fare anche con lo spettro autistico. In particolare, essa pare interagire direttamente o indirettamente con il sistema nervoso centrale (SNC) attraverso i neuroni, il sistema immunitario o il sistema neuroendocrino. Studi clinici hanno identificato profili di citochine anormali nei pazienti con ASD. Un ruolo nel collegamento tra infiammazione e ASD sembra essere svolto dalla CRP, la proteina C-reattiva utilizzata per valutare il grado di infiammazione e il rischio futuro di disturbi psichiatrici. È stata rilevata un'alta concentrazione di CRP periferica in bambini con ASD rispetto a bambini sani; Brown e colleghi hanno rilevato un'associazione dell'aumento nel siero della CRP nelle madri con un maggiore rischio di ASD nei figli.
Si riscontrerebbe un nesso causale tra i livelli periferici di CRP e la presenza di ASD in quanto questa proteina, entrando nel SNC, influenza l'attivazione della microglia, la quale ha un effetto rilevante sulla neurotrasmissione glutammatergica e sulla maturazione sinaptica nel cervello, che sono processi in parte responsabili dello sviluppo dell'ASD. Tuttavia, la CRP può anche agire come fattore protettivo contro il danno infiammatorio nei pazienti con ASD. Sono necessari ulteriori studi sull'associazione tra infiammazione e disturbi del neurosviluppo, sul ruolo del TLR e della CPR.

### L'infiammazione nello spettro della schizofrenia
La schizofrenia è un disturbo mentale cronico dall'eziologia complessa e in gran parte ancora sconosciuta. Comprende fattori sia congeniti sia ambientali e implica alterazioni neurodegenerative del sistema nervoso centrale (SNC), oltre che una significativa compromissione del funzionamento sociale, e comporta un quadro sintomatologico molto grave con la presenza di sintomi positivi (deliri, allucinazioni), negativi (anedonia, ritiro sociale) e affettivi, nonché disfunzioni cognitive (alterazione della memoria di lavoro).
Un numero crescente di studi indica che l'infiammazione subclinica nel SNC e la disregolazione immunitaria possono avere un ruolo nel meccanismo eziopatologico della schizofrenia. La neuroinfiammazione può portare alla patologia della materia bianca, alla disconnessione tra aree cerebrali e quindi all'insorgenza dei sintomi della schizofrenia.
Le citochine svolgono un ruolo critico nel coordinamento della risposta infiammatoria, in quanto agiscono principalmente sulle cellule immunitarie regolandone la proliferazione e l'attivazione: numerose meta-analisi dimostrano alterazioni nei livelli di citochine nel sangue dei pazienti schizofrenici rispetto ai controlli sani (HC). In genere, essi tendono a manifestare un'aumentata espressione dell'mRNA dei geni delle citochine nei linfociti rispetto agli HC, e ciò potrebbe derivare da meccanismi epigenetici alla base della relazione tra schizofrenia e stress nella prima infanzia.
Si ipotizza una certa alterazione dell'equilibrio tra citochine pro-infiammatorie, come l'interleuchina-6 (IL-6) o l'IL-1β, e citochine anti-infiammatorie, come l'interleuchina 10 (IL-10). Questa ipotesi è supportata dall'effetto protettivo delle citochine Th2 e delle citochine antinfiammatorie, i cui elevati livelli prenatali nel sangue materno possono ridurre il rischio di schizofrenia nella prole. Inoltre, una meta-analisi condotta da Brown e colleghi suggerisce un'influenza notevole dello squilibrio delle citochine sul rischio di schizofrenia nella prole durante le prime fasi della gravidanza. Livelli elevati di citochine proinfiammatorie possono causare l'iperattivazione di astrociti e microglia e la stimolazione presinaptica dei recettori dopaminergici nel mesencefalo. Le citochine proinfiammatorie sono anche note per influenzare la regolazione della via della chinurenina e disturbare la trasmissione glutammatergica.
Considerata una delle principali citochine pro-infiammatorie, l'interleuchina-1β (IL-1β) è secreta principalmente da monociti, macrofagi, microglia e linfociti in risposta al lipopolisaccaride (LPS), ad altre citochine e a frammenti di complemento. È noto che attiva l'espressione di numerosi geni e aumenta la secrezione di adrenocorticotropina (ACTH); è stato riferito che le variazioni dei suoi livelli disturbano la migrazione neuronale. I livelli periferici di IL-1β correlano con la gravità dei sintomi positivi e negativi e con la presentazione psicopatologica complessiva.
L'interleuchina 6 (IL-6) è una delle citochine più studiate nella ricerca sulla schizofrenia. È prodotta da macrofagi, monociti e microglia e la sua secrezione è indotta da IL-1β, interferoni, fattore di necrosi tumorale-α (TNF-α), lipopolisaccaridi e infezioni virali. L'IL-6 aumenta la sintesi di proteine della fase acuta, tra cui la CRP, che può influenzare la proliferazione della microglia. Le variazioni dei livelli di IL-6 possono interrompere la neurogenesi e ridurre la ricaptazione del glutammato. Il recettore solubile dell'IL-6 (sIL-6R) può legarsi a questa citochina, aumentandone ulteriormente l'attività biologica. Le meta-analisi di Miller e colleghi e di Goldsmith e collaboratori hanno mostrato una riduzione dei livelli periferici di IL-6 in risposta agli antipsicotici senza una stratificazione per farmaci specifici o popolazioni di pazienti.
Esiste una correlazione positiva tra la concentrazione di IL-6 nel sangue e i sintomi negativi e positivi, nonché la presentazione psicopatologica complessiva e i deficit cognitivi.
L'interleuchina (IL-10) è una delle citochine antinfiammatorie primarie secreta soprattutto dai linfociti T (Treg), Th2 e B regolatori attivati. Riduce la produzione di specie reattive dell'ossigeno e contribuisce a diminuire lo stress ossidativo. Riduce inoltre la secrezione di IFN-γ e IL-2 da parte dei linfociti Th1 e di citochine pro-infiammatorie da parte dei macrofagi. È stata trovata una correlazione positiva tra i livelli periferici di IL-10 e la gravità dei sintomi negativi, la presentazione psicopatologica generale, i deficit di attenzione e l'incidenza di comportamenti aggressivi, e una correlazione negativa con i deficit cognitivi.
Le meta-analisi disponibili, in cui non è stata applicata alcuna stratificazione per trattamento o popolazione di pazienti, non suggeriscono alcun effetto dei farmaci antipsicotici sui livelli periferici di IL-10.

### L'infiammazione nel disturbo bipolare
Il disturbo bipolare (BD) è caratterizzato da ricorrenti alternanze dell'umore, che comprendono gli episodi ipomaniacali (caratteristici del Bipolare II), maniacali (che identificano il Bipolare I) e depressivi (obbligatoriamente presenti nel BD-II, spesso – ma non per forza – presenti nel BD-I), occasionalmente intervallati da episodi di umore stabile (eutimia). Sempre più studi, che analizzano sia il disturbo nel suo complesso sia i singoli episodi dell'umore, indicano un ruolo dell'infiammazione anche in questo disturbo.
Ad esempio, la meta-analisi di Solmi e colleghi dimostra che indicatori pro-infiammatori come la proteina c-reattiva (CRP), l'interleuchina IL-6 e il fattore di necrosi tumorale alpha (TNF-α) sono più elevate nei soggetti bipolari durante un episodio dell'umore rispetto a soggetti sani, e l'interleuchina IL-6 rimane significativamente più elevata nei soggetti bipolari persino nei periodi di umore stabile. Ciò potrebbe essere legato al fatto che nel disturbo bipolare lo stress e l'ansia hanno impatto elevato, data la stretta relazione tra il sistema immunitario e i sistemi di regolazione dello stress come l'asse ipotalamo-ipofisi-surrene. Questi dati sono in linea con altra letteratura, che riscontra che i marcatori più elevati nei soggetti bipolari sono CRP, IL-6, sTNF-R1 (un recettore per il TNF- α) e TNF-α, parallelamente a una ridotta secrezione di cortisolo (dato in linea con la letteratura, per esempio, sul disturbo da stress post-traumatico). Di conseguenza, i pazienti affetti da BD-I mostrano una risposta immunomodulatoria cortisolo-dipendente attenuata agli stimoli stressanti conseguendo a un aumento di cellule T pro-infiammatorie e alla diminuzione delle cellule T regolatorie anti-infiammatorie. Inoltre, nei soggetti BD in fase maniacale è stata rilevata una diminuzione di cellule natural killer (NK) e un aumento di IL-6, IL-2 e IL-4, IL-1RA (recettore antagonista per l'interleuchina-1), mentre negli stati depressivi vi è l'aumento dell'IL-4 e la diminuzione dell'IL-1β e dell'IL-6. Infine nei pazienti eutimici solo IL-4 è risultato in aumento. In tutte le fasi sono stati riscontrati aumenti di sIL-2R, sIL-6R, CRP, sTNF-R1, recettore della p-selectina e proteina chemiotattica dei monociti-1 (MCP1).
Ormai è noto che l'infiammazione può influenzare le strutture cerebrali e avere un effetto sempre più negativo con l'avanzamento della malattia, ragion per cui il rilevamento di alti livelli infiammatori nel disturbo bipolare è di notevole importanza clinica.

### L'infiammazione nei disturbi depressivi
L'aumento dell'infiammazione periferica è stato costantemente riportato in pazienti con disturbo depressivo maggiore (MDD), caratterizzato dalla persistenza per almeno due settimane di umore deflesso e anedonia. Ad esempio, la meta-analisi di Enache e colleghi ha riscontrato nel liquido cerebrospinale di pazienti depressi livelli molto più alti di IL-6 e di TNF-α rispetto ai controlli sani. Inoltre, all'interno della corteccia cingolata anteriore e nella corteccia temporale erano più alti anche i livelli di proteina translocatrice, un marcatore della presenza di infiammazione centrale usato negli studi di neuroimmagine. In uno studio longitudinale di Boufidou e colleghi su donne incinte sono stati riscontrati alti livelli di IL-6 e TNF-α nel CSF al momento del parto, positivamente associati alla comparsa di sintomi depressivi post-partum a quattro giorni e sei settimane dopo il parto.
Questi dati suggeriscono la presenza di neuroinfiammazione nei pazienti con MDD, caratterizzata essenzialmente da un aumento dei livelli di citochine pro-infiammatorie nel CSF, una maggiore attivazione della microglia e una diminuzione della densità di astrociti e oligodendrociti della corteccia prefrontale (PFC). Tutto questo può contribuire all'alterazione della comunicazione tra il sistema immunitario e il sistema nervoso centrale e alle alterazioni della via della chinurenina e della funzione glutammatergica, compromettendo l'integrità della barriera ematoencefalica con conseguente cascata di effetti negativi sull'integrità strutturale e funzionale del cervello, che includono alterazioni nella connettività tra le varie aree cerebrali, assottigliamento corticale e difetti nel problem-solving.

### L'infiammazione nei disturbi dello spettro ossessivo-compulsivo
Pochi studi cercano di scoprire se esiste una correlazione fra l'infiammazione immunitaria e il disturbo ossessivo compulsivo (DOC), ma una meta-analisi ha confrontato il sistema immunitario di un gruppo di soggetti sani con uno di soggetti con diagnosi di DOC.
Nonostante abbia analizzato i livelli di diverse citochine (TNF-α, IL-6, IL-1β, IL-4, IL-10, e interferone-γ), ovvero piccole molecole di natura proteica che dotano le cellule di alcune precise istruzioni, la ricerca non ha riscontrato risultati significativi per poter correlare l'infiammazione immunitaria con il DOC. Gli studi in merito dovranno considerare alcuni fattori confondenti, come la presenza di disturbi mentali in comorbidità (ad esempio la depressione), l'uso di farmaci, di tabacco. Anche se il presunto ruolo delle infiammazioni immunitarie nella fisiopatologia del DOC è stato compreso, questa meta-analisi indica che l'associazione fra questi due elementi deve ancora essere stabilita.
Sulla stessa scia, uno studio longitudinale più recente ha messo in correlazione il cambiamento neurale e neurochimico in pazienti con DOC a seguito della psicoterapia. Dopo 2-3 mesi di psicoterapia ospedaliera i sintomi diminuivano notevolmente, così come si riduceva significativamente l'attività della corteccia cingolata anteriore, del precuneo e del putamen, la cui iperattività patologica è legata alla diagnosi di DOC. Tuttavia, non è stato rilevato alcun cambiamento a livello neurochimico (ovvero nelle concentrazioni di cortisolo, serotonina, dopamina e nei parametri immunologici come la IL-6, la IL-10 e il TNF-α). 
Uno studio ha indagato l'espressione genetica dei monociti periferici in pazienti pediatrici con DOC. I ricercatori hanno esaminato l'espressione genica dei monociti periferici dei partecipanti in condizioni normali e dopo l'esposizione al lipopolisaccaride (LPS) col fine di stimolare risposta immunitaria. Pur in assenza di differenze significative tra il gruppo di controllo e quello sperimentale, sono state osservate forti correlazioni tra l'espressione di alcuni geni e i marcatori infiammatori. I risultati forniscono ulteriori prove del coinvolgimento della disregolazione dei monociti nel DOC a esordio precoce, indicando una predisposizione pro-infiammatoria e una risposta immunitaria migliorata grazie all'ambiente in cui si trova il soggetto.
Le ricerche svelano un nesso fra il sistema immunitario e il disturbo ossessivo compulsivo. In futuro si dovrà scoprire il ruolo predisponente o precipitante del sistema immunitario.

### L'infiammazione post-traumatica: disturbi trauma-correlati, disturbi dissociativi e disturbi da sintomi somatici
L'esposizione a un evento traumatico ha devastanti conseguenze a livello cerebrale da molti punti di vista. Tra le principali è uno stato pro-infiammatorio cronico, cruciale in particolar modo nei pazienti con diagnosi di disturbo da stress post-traumatico (DSPT), una delle più gravi sequele psicopatologiche di un trauma in età adulta o infantile. Recenti meta-analisi comprovano uno stato pro-infiammatorio cronico negli individui con questa diagnosi che potrebbe oltretutto avere un ruolo causale nell'insorgenza del disturbo. Ad esempio, Yang e Jiang rilevano livelli più alti di IFN-γ, TNF-α e CRP nei pazienti con DSPT, anche confrontati con controlli esposti a traumi. Questi dati concordano con quanto riscontrato da Peruzzolo e colleghi, che hanno rilevato alti livelli di CRP, TNF-α e IL-6 (risultata alta anche nell'analisi di Yang e Jiang, ma non in modo significativo nei successivi confronti con controlli sani ma esposti a traumi) nei pazienti con DSPT rispetto a controlli sani. Tale stato infiammatorio cronico, tra le molteplici alterazioni fisiologiche implicate nel DSPT, potrebbe essere uno dei fattori che spiega la riduzione del volume corticale in aree cerebrali critiche (come amigdala, ippocampo e corteccia prefrontale) e le alterazioni di connettività funzionale riscontrate nei pazienti con questa diagnosi, che a loro volta si pensa siano alla base dei deficit di regolazione emotiva e di problem-solving tipici di questo disturbo. Questi aspetti immunitari e neurodegenerativi potrebbero contribuire a spiegare l'elevato tasso di comportamenti suicidari nei pazienti con DSPT e in generale negli individui esposti a traumi, soprattutto in età infantile.
Un altro esempio di disturbi psichiatrici strettamente legati a esperienze traumatiche è costituito dai disturbi dissociativi o disturbi da sintomi somatici come il disturbo da sintomi neurologici funzionali, annoverato tra le possibili patologie legate a eventi di vita fortemente stressanti. Indicazioni di squilibri immunitari sono presenti anche in questi disturbi; tuttavia, gli studi sono ancora troppo pochi per considerare questi dati conclusivi.

### L'infiammazione nei disturbi della nutrizione e dell'alimentazione
I disturbi della nutrizione e dell'alimentazione (DNA) si contraddistinguono per una duratura alterazione dell'alimentazione o dei relativi comportamenti, che sfocia in un consumo o assorbimento irregolare di cibo e una compromissione della salute fisica e del funzionamento psicosociale, e comprendono disturbi quali anoressia nervosa (AN) e bulimia nervosa (BN).
Negli ultimi due decenni, il ruolo delle citochine nei DNA è stato preso in considerazione da diverse fonti. Una meta-analisi ha mostrato concentrazioni circolanti di citochine pro-infiammatorie TNF-α, IL-1β e IL-6 elevate nelle persone con AN; la concentrazione di esse non cambiava con l'aumento di peso. Mentre le prime ricerche davano risultati contrastanti e vaghi, la meta-analisi di Dalton e colleghi, che ha studiato la concentrazione di citochine in tutti i DNA, ha raccolto le informazioni in modo sistematico.
Come è stato dimostrato da tempo, nelle persone con DNA le citochine sono alterate. Sono di particolare interesse nelle patologie alimentari poiché gli studi di associazione sul genoma hanno identificato il primo locus significativo a livello genomico associato all'AN che è strettamente legato al funzionamento immunitario e alla segnalazione delle citochine. Le citochine giocano un ruolo importante sia nel sistema immunitario sia nello sviluppo e nel funzionamento del cervello, e di conseguenza negli stati mentali e nel comportamento. Sono implicate nei DNA proprio a causa dei loro effetti sulla salute psicologica, peso corporeo e appetito. Per esempio, è stato dimostrato che i livelli plasmatici della citochina pro-infiammatoria IL6 sono correlati positivamente all'indice di massa corporea (IMC). Inoltre, le citochine sono coinvolte nella regolazione dell'assunzione di cibo e dell'appetito, il che può essere dovuto a interazioni con segnali oressigeno e anoressigeno.
Dall'ultima meta-analisi di Dalton e colleghi emergono TNF-α e IL-6 più elevate nei partecipanti con AN rispetto ai controlli sani (HC), mentre non differiscono tra le persone con BN e HC. IL-1β e TGF-β rimangono uguali tra HC e qualsiasi gruppo con DNA. Pertanto l'AN sembra essere associata a concentrazioni elevate di TNF-α e IL-6.
Considerando il legame tra le citochine e l'appetito, regolazione dell'umore e ansia, queste citochine pro-infiammatorie potrebbero essere un potenziale bersaglio di un futuro farmaco destinato ai casi di AN, aumento di peso, anche in presenza di problemi psicologici coesistenti.

### L'infiammazione nei disturbi neurocognitivi
I disturbi neurocognitivi sono un insieme di disturbi (tra cui, ad esempio, il morbo di Alzheimer (AD), morbo di Parkinson e malattia di Huntington) primariamente caratterizzati da un declino in diverse capacità cognitive (attenzione, memoria, ecc.). L'eziologia e la patologia, diversamente da tutti gli altri disturbi mentali, in questo caso sono solitamente identificabili e consentono la diagnosi specifica. Ultimamente si scopre sempre più rilevante il ruolo dell'infiammazione in questi disturbi, ruolo che certi studi presumono causale. Ad esempio, una recente revisione sistematica ha identificato mutazioni nelle proteine regolatrici del complemento in studi genetici sull'Alzheimer. Lo stesso studio nota un aumento della concentrazione di clusterina nel fluido cerebrospinale (CSF) e un aumento meno consistente di concentrazione di C3 nel liquor di pazienti con Alzheimer rispetto ai soggetti senza, come conferma il confronto delle concentrazioni di proteine del complemento nel liquido cerebrospinale CSF o nel sangue periferico tra pazienti con AD e soggetti sani. È stata identificata attività più elevata del complemento nelle persone con Alzheimer rispetto ai controlli sani, dato in linea con le rilevazioni di uno stato pro-infiammatorio sistemico in pazienti con Alzheimer di un'altra meta-analisi. Tuttavia, la ricerca è molto eterogenea, quindi è ancora difficile ricavare risultati conclusivi.

### L'infiammazione nel rischio suicidario
Sempre più autori stanno definendo il rischio suicidario come un quadro psicologico a sé stante e trasversale a ogni diagnosi psichiatrica, in quanto sembra essere caratterizzato da fattori causali e patogenetici distinti da quelli delle diagnosi a cui è tipicamente associato, come la depressione o il disturbo borderline di personalità. Tra questi fattori hanno importanza primaria gli indici infiammatori (sia periferici come la CRP, interleuchine e TNF-α, sia centrali come quelli relativi all'attività della microglia), che risultano elevati negli individui suicidari, anche tenendo conto della presenza di depressione, e sembrano strettamente connessi alle alterazioni strutturali e funzionali del cervello e di conseguenza alle difficoltà nel problem-solving e nell'auto-regolazione emotiva degli individui a rischio di suicidio.